# Terlipresin
Terlipresin je analog vazopresina koji se koristi kao vazoaktivni lek u tretmanima hipotenzije. Za njega je nađeno da je efektivan u slučajevima kad norepinefrin nije delotvoran. Terlipresin proizvodi kompanija New Medicon Pharma pod imenom Teripress. On je još dostupan kao Variquel (IS Pharmaceuticals) ili Glypressin (Ferring Pharmaceuticals).
Indikacije za koje se koristi su norepinefrin-otporni septički šok i hepatorenalni sindrom. Osim toga, on se koristi kod krvarenja varikoziteta jednjaka.

## Literatura
1. ↑  O'Brien A, Clapp L, Singer M (2002). „Terlipressin for norepinephrine-resistant septic shock”. Lancet. 359 (9313): 1209—10. PMID 11955542. doi:10.1016/S0140-6736(02)08225-9.
2. ↑  Uriz J, Ginès P, Cárdenas A, Sort P, Jiménez W, Salmerón J, Bataller R, Mas A, Navasa M, Arroyo V, Rodés J (2000). „Terlipressin plus albumin infusion: an effective and safe therapy of hepatorenal syndrome”. J Hepatol. 33 (1): 43—8. PMID 10905585. doi:10.1016/S0168-8278(00)80158-0.
3. ↑  Ioannou G, Doust J, Rockey D (2003). „Terlipressin for acute esophageal variceal hemorrhage”. Cochrane Database Syst Rev (1): CD002147. PMID 12535432. doi:10.1002/14651858.CD002147.

## Spoljašnje veze
|  | Molimo Vas, obratite pažnju na važno upozorenje u vezi sa temama iz oblasti medicine (zdravlja). |